# Trigonostemon everettii
Trigonostemon everettii là một loài thực vật có hoa trong họ Đại kích. Loài này được Merr. miêu tả khoa học đầu tiên năm 1912 publ. 1913.